# Марцелова
Марцелова (словац. Marcelová) — село в окрузі Комарно Нітранського краю Словаччини. Площа села 35,75 км². Станом на 31 грудня 2015 року в селі проживало 3728 жителів.

## Історія
Перші згадки про село датуються 1353 роком.

## Географія
Протікає Патінський канал.

## Населення
| Рік:            | 1994. | 2004.   | 2014.   | 2024.   |
| --------------- | ----- | ------- | ------- | ------- |
| Кількість осіб: | 3773  | 3836    | 3764    | 3794    |
| Різниця:        |       | +1,66 % | -1,87 % | +0,79 % |

| Рік:            | 2023. | 2024.   |
| --------------- | ----- | ------- |
| Кількість осіб: | 3802  | 3794    |
| Різниця:        |       | -0,21 % |